# Ivan Marović (vratar)
Ivan Marović (23. svibnja, 1922. Split - 2010. Split)  splitski malonogometni vratar i nogometni sudac. Porijeklom iz Mravinaca iako je živio u Splitu. Za vrijeme svoje karijere bio je izrazito popularan i uvažavan kao srdačan igrač i sportski entuzijast. 

## Sportska karijera
Ivan Marović je osnovao dva malonogometna kluba.  Dana 23. studenog 1967. osnovao je klub pod nazivom John's Boys. Zajedno sa Zoranom Štambukom osnovao je i malonogometni klub Aspalathos.  Igrao je mali nogomet i u mnogim splitskim kvartovskim momčadima. Također je neko vrijeme branio za ondašnje lokalne klubove, a nastupao je i kao veteran Hajduka.
Frane Matošić poznavao je Marovića od djetinjstva. Za njega kaže: Kao dječak igrao je nogomet i zbog toga je od oca dobivao batine. Ali bio je uporan tako da se danas nitko u našoj zemlji ne može pohvaliti kako u pedesetoj godini aktivno brani. Zaslužan je što se u Splitu razvio mali nogomet, a to može zahvaliti jedino svojoj upornosti."
Luka Kaliterna za njega je rekao: “Najvatreniji je navijač svih splitskih sportskih klubova koji svojim entuzijazmom raspali gledaoce. Kao igrač, čisti amater, igrao je u raznim nogometnim društvima grada Splita. Šteta što mu stas nije dozvoljavao da brani velika vrata, jer bi se Ive bio uvrstio u red naših najboljih vratara. Stoga se opredijelio za mali nogomet, pa je danas u već odmakloj dobi života, naš najbolji čuvar malih vrata, na kojima privlači i oduševljava brojne gledaoce. Marović je zaslužan i za organizaciju te zanimljive igre u našem gradu, pa se sa sigurnošću može reći da je on uz mnoge druge uvelike pridonio razvitku malog nogometa u Splitu.“
Vladimir Beara o Maroviću je rekao: “U čitavoj svojoj sportskoj karijeri rijetko sam naišao na primjer tolikog entuzijazma i ljubavi prema nogometu, pogotovu u amaterskom sportu kao što je to izraženo kod svima nama poznatog i omiljenog veterana Ivana Marovića. Teško je zaista, susresti se sa sličnim uzorom tolikog samodricanja i poklanjanja čitavog sebe nogometu kao što to već desetljećima radi taj jedinstveni poklonik nogometne vještine.“
Miljenko Smoje nazivao je Marovića „dragim don Kihotom splitskog baluna".

## Pjesme
Popularnost Ivana Marovića najbolje se očitovala po tome što su mnogi splitski skladatelji i pjesnici o njemu pisali pjesme i skladbe. Toma Bebić o njemu je napisao nekoliko pjesama. Osoba kojoj se Bebić obraća u pjesmi "Nevera" upravo je Ivan Marović. Tu pjesmu Bebić je poklonio Maroviću za njegov pedeseti rođendan. Tekst te pjesme donekle je izmijenjen u odnosu na istoimenu poznatu skladbu. Bebić mu je posvetio i pjesme "Ive miljenik splitske rive" i "Nije gotovo kad je gotovo nego je gotovo kad ja rečen da je gotovo", koja ima drugačiji sadržaj od uglazbljene inačice.
Silvije Bombardelli i Tonči Papić također su o njemu pisali pjesme.